# 邁克爾·吉斯普寧
邁克爾·吉斯普寧（德語：Michael Gspurning；1981年5月2日—）是一位奧地利足球運動員，在場上的位置是守門員。他現在效力於柏林聯盟足球俱樂部。他也曾代表奧地利國家足球隊參賽。